# Thomas Built Buses

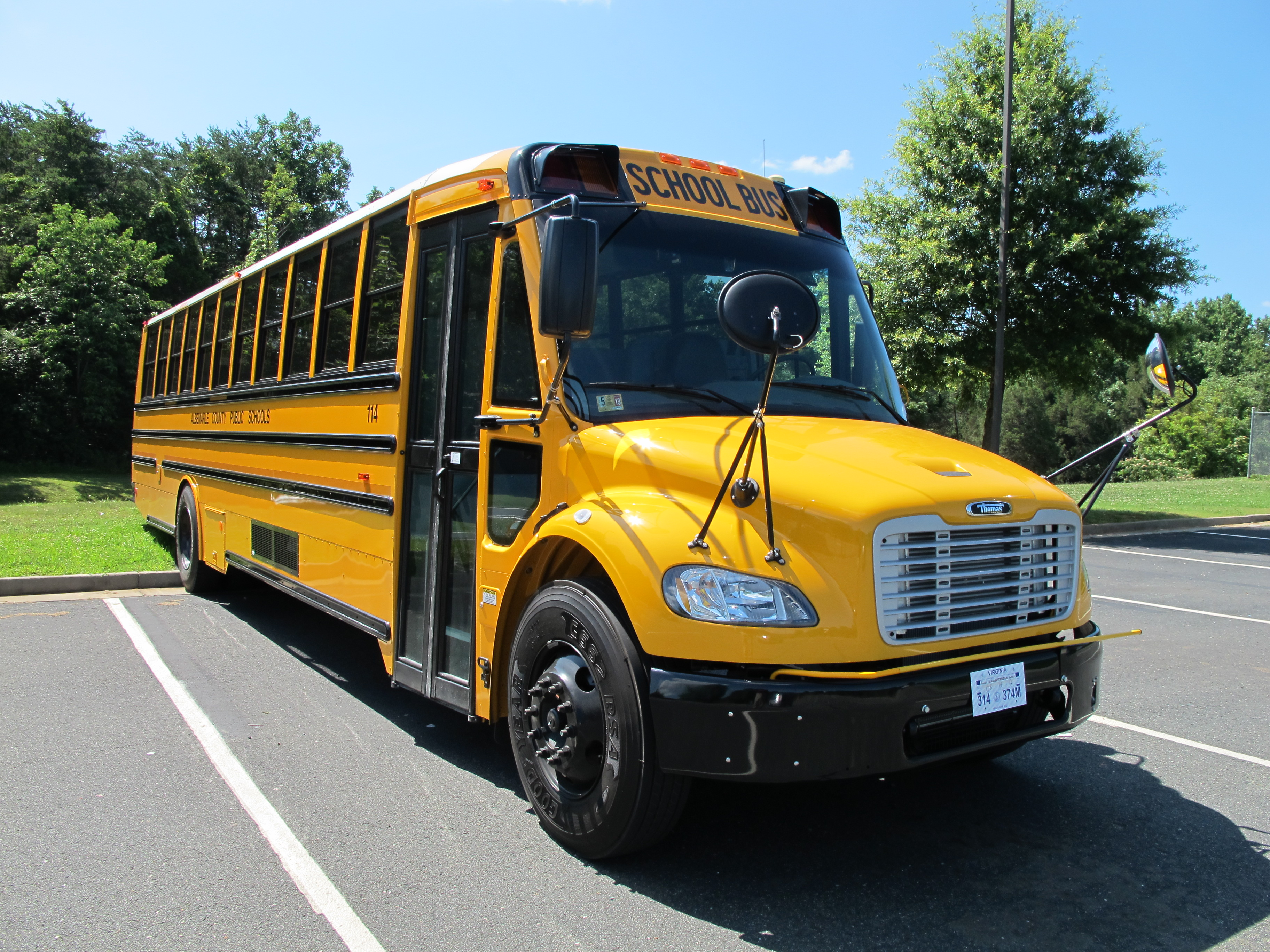
Schulbus von Thomas

Thomas Built Buses ist ein US-amerikanischer Hersteller von Omnibussen und ein Tochterunternehmen von Daimler Truck North America. Das Unternehmen mit Sitz in High Point im US-Bundesstaat North Carolina ist vor allem für seine Schulbusse bekannt, die nahezu in den gesamten Vereinigten Staaten eingesetzt werden. Das Unternehmen ist der älteste Bushersteller Nordamerikas, der heute noch produziert.
Durch die Schließung des Straßenbahnwagenherstellers Southern Car Company im Jahr 1916 arbeitslos geworden, suchte der geborene Kanadier, Firmengründer und Ingenieur Perley A. Thomas nach einer neuen Beschäftigung. Diese fand er, als ihn die Southern Public Utilities Company bat, mehrere Straßenbahnwagen für sie instand zu setzen, welche er für seinen früheren Arbeitgeber entworfen hatte. Dieser Auftrag führte zur Gründung der Perley A. Thomas Car Works, die schnell wieder viele von Thomas’ ehemaligen Kollegen anstellte und über Jahre Trams für mehrere amerikanische Städte fertigte. Der Betrieb stellte die Produktion von Straßenbahngarnituren 1936 ein und begann mit der Herstellung von Schulbussen, um der steigenden Bedeutung von Bussen für den Massenverkehr Rechnung zu tragen. Thomas übergab die Führung des Unternehmens sukzessive seinen Kindern und starb selbst 1958 im Alter von 84 Jahren. Unter der Ägide seiner Kinder und Enkel entwickelte sich das Unternehmen zu einem der führenden Lieferanten von Schulbussen. Dies geschah nach einer Änderung der Firma ab 1972 unter dem Namen Thomas Built Buses. 1998 wurde Thomas von Freightliner, einem Unternehmen des Daimler-Konzerns, übernommen. Ein Wettbewerber auf dem amerikanischen Markt für Schulbusse ist die Blue Bird Corporation.